# لورانس تريت
لورانس تريت (بالإنجليزية: Lawrence Treat)‏ (21 ديسمبر 1903، نيويورك في الولايات المتحدة - 7 يناير 1998، مارثا فينيارد في الولايات المتحدة)؛محامي وروائي أمريكي.

## روابط خارجية
- لورانس تريت على موقع IMDb (الإنجليزية)